# Московский государственный технический университет имени Н. Э. Баумана
Моско́вский госуда́рственный техни́ческий университе́т им. Н.Э. Ба́умана (также известен как Ба́уманка, Ба́уманский университе́т, МГТУ им. Н. Э. Ба́умана, МГТУ, МВТУ) — российский национальный исследовательский университет, научный центр, особо ценный объект культурного наследия народов России.
Предыдущее название университета «Моско́вское вы́сшее техни́ческое учи́лище им. Н. Э. Ба́умана» (МВТУ) было присвоено ему в честь революционера Николая Эрнестовича Баумана, убитого в 1905 году недалеко от главного здания в то время — Императорского Московского технического училища (ИМТУ).

## Описание
За вклад в развитие науки и техники, в воспитание инженерных кадров МГТУ им. Н. Э. Баумана награждён орденами Ленина, Октябрьской Революции и Трудового Красного Знамени.
27 июля 1989 года вуз первым в России получил статус технического университета: приказом Государственного комитета СССР по народному образованию от 27 июля 1989 г. № 617 Московское высшее техническое училище им. Н. Э. Баумана было переименовано в Московский государственный технический университет им. Н. Э. Баумана.
Указом Президента Российской Федерации от 24 января 1995 года № 64 МГТУ включён в Государственный свод особо ценных объектов культурного наследия народов Российской Федерации.
В 2008 году вуз получил награду «Европейское качество» «за стремление достичь высокого качества образовательных услуг в соответствии с международными стандартами». МГТУ им. Н.Э. Баумана в течение более чем 14 лет является головным вузом Ассоциации технических университетов, в состав которой входят более 130 российских университетов. МГТУ — первый российский вуз, ставший членом ассоциации «Top Industrial Managers for Europe».
В 2014 году агентство «Эксперт РА» присвоило университету рейтинговый класс «В», означающий «очень высокий» уровень подготовки выпускников; единственным университетом в СНГ, получившим в данном рейтинге класс «А» («исключительно высокий уровень»), стал МГУ.
В период с 1918 по 1997 год подготовлено свыше 120 000 специалистов, большинство из которых связало свою жизнь с научной и конструкторской деятельностью, работает на крупнейших предприятиях машино- и приборостроения. За время существования университета в нём подготовлено свыше 200 000 инженеров.

## Университет сегодня
По состоянию на октябрь 2024 года в университете, включая филиалы, обучались 33,3 тыс. человек, из них 30,4 тыс. по программам высшего образования. В учебном процессе университета задействовано свыше 3500 научно-педагогических и 1100 инженерно-технических работников, 34 % которых моложе 39 лет, а 36 % являются совместителями из индустрии.
Университет имеет два филиала: в Калуге и Мытищах — приказом Минобрнауки России от 12 апреля 2016 год № 397 Московский государственный университет леса присоединён к МГТУ им. Н.Э. Баумана в качестве обособленного структурного подразделения, став Мытищинским филиалом МГТУ им. Н. Э. Баумана.
Российские рейтинги
В 14-м ежегодном рейтинге лучших вузов России RAEX-100 2025 года, входящем в семейство Три миссии университета, МГТУ им. Н. Э. Баумана занял второе место (после МГУ им. М. В. Ломоносова) и первое по оценке востребованности выпускников работодателями. В предметном рейтинге лучших вузов России RAEX 2025 года МГТУ им. Н. Э. Баумана занял первое место в ключевых инженерных направлениях: «машиностроение и робототехника»; «авиационно-космическая техника»; «техника и технологии наземного транспорта». В 2024 году в этом же рейтинге вуз занял первое место среди инженерно-технических вузов и второе место среди всех российских вузов. В 2023 году МГТУ в рейтинге RAEX занимал 5-ю строчку.
Международные рейтинги
В 2018 году МГТУ вошёл в топ-150 мировых вузов по трудоустройству выпускников, рейтинг составлялся консалтинговой компаний Emerging и основывается на мнении работодателей 22 стран мира.
В 2022 году Бауманский университет впервые вошёл в британский репутационный рейтинг THE World Reputation Rankings — был на 101 строчке, в 2023 году он занял уже 62 место из 200 лучших университетов мира и 2 место среди вузов РФ. В международном рейтинге университетов QS 2023 года МГТУ им. Н. Э. Баумана занял 230 место среди ТОР-1000 университетов мира, что является вторым результатом среди всех вузов России,
В британском предметном рейтинге ТНЕ World University Rankings в 2025 году МГТУ им. Н. Э. Баумана занял 1 место среди российских вузов в области Computer Science (компьютерные науки).

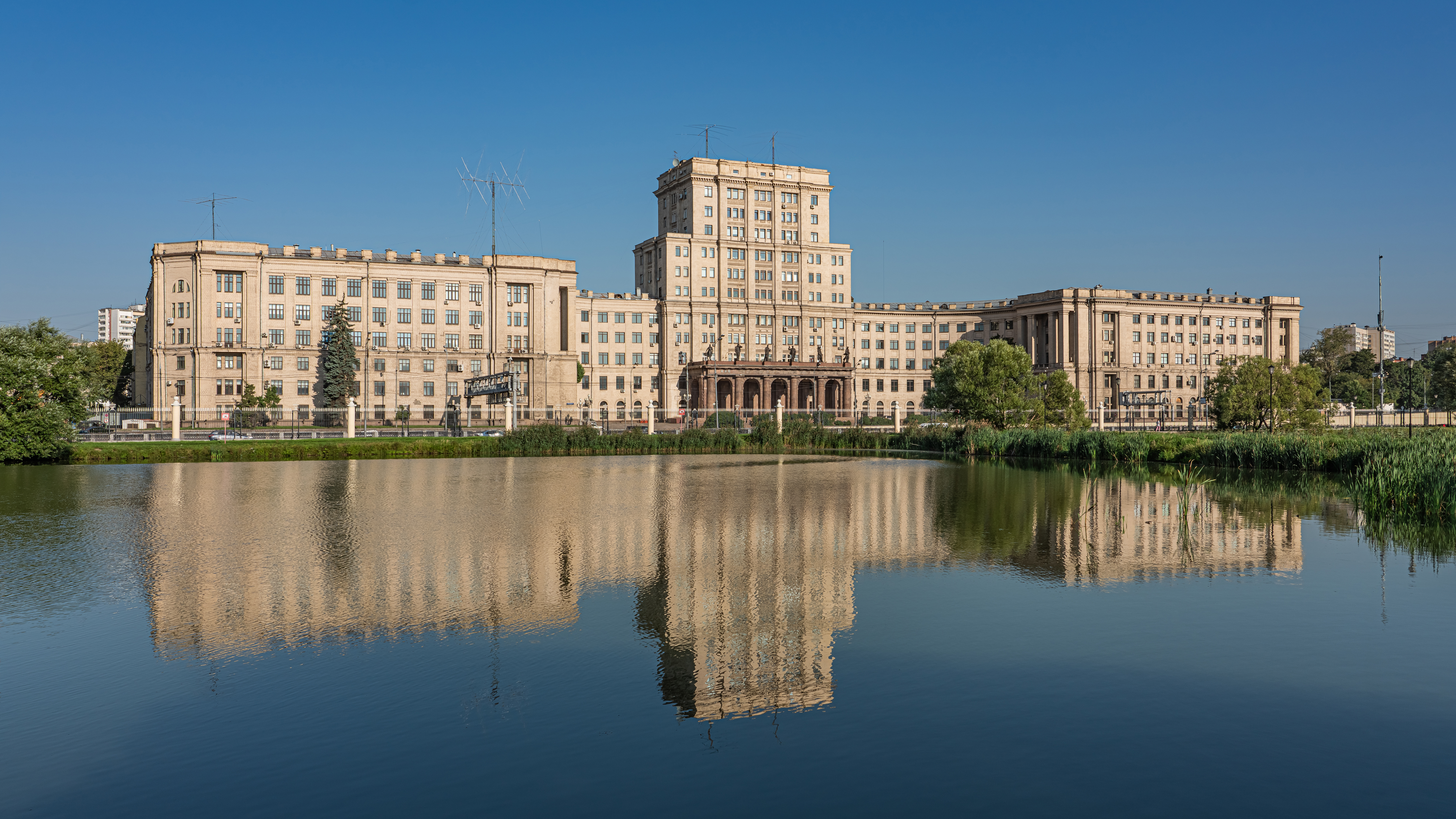
Вид на главный учебный корпус со стороны Лефортовского парка
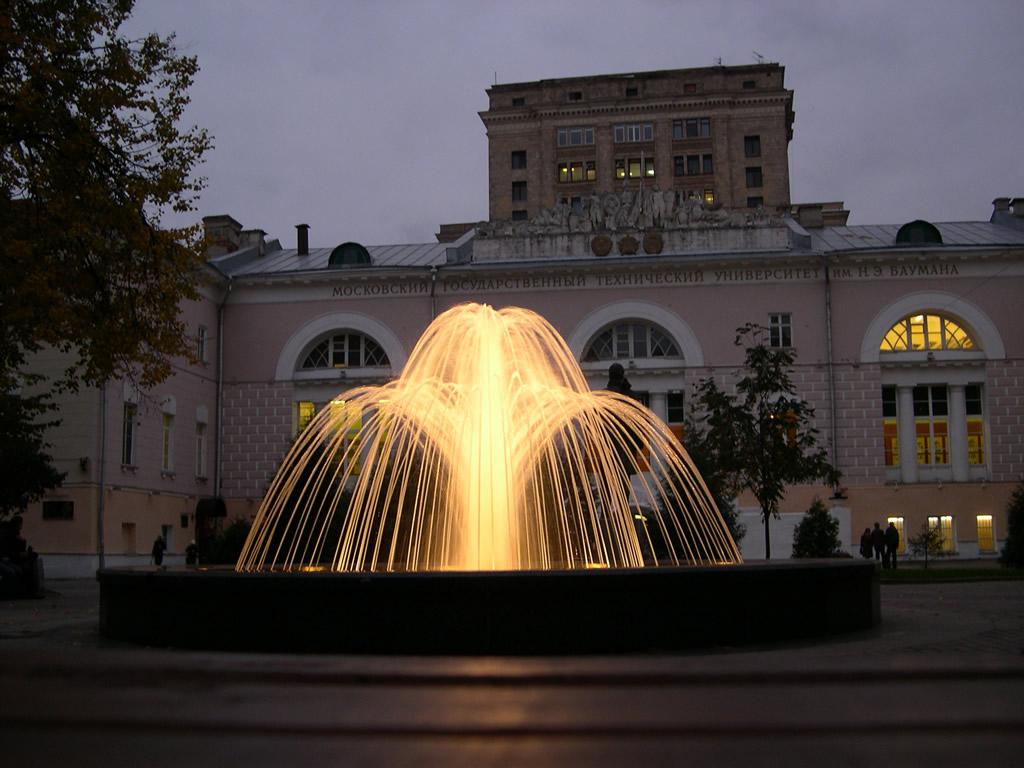
Внутренний двор главного учебного корпуса
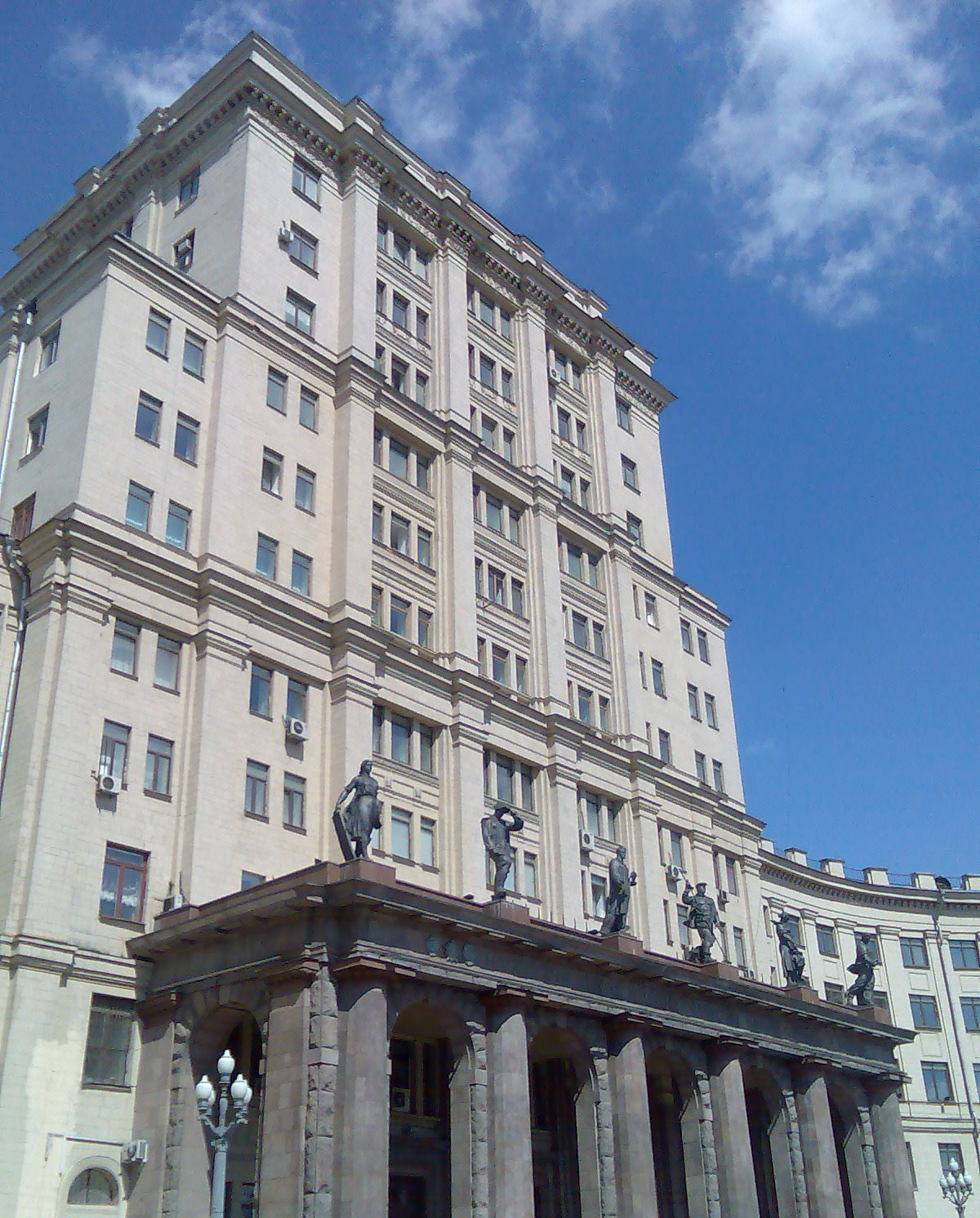
Входной портал главного учебного корпуса
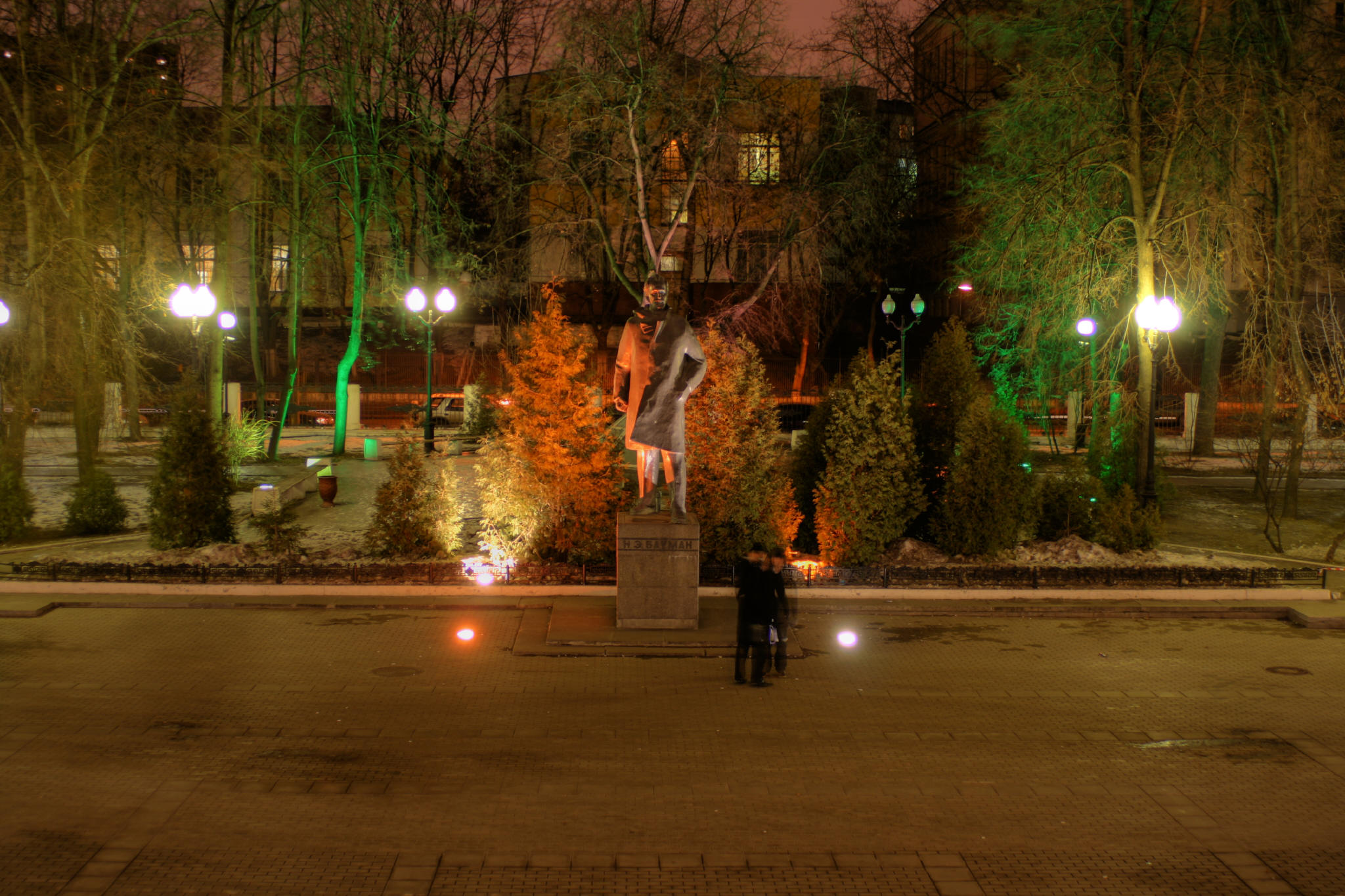
Двор дворцовой части главного учебного корпуса
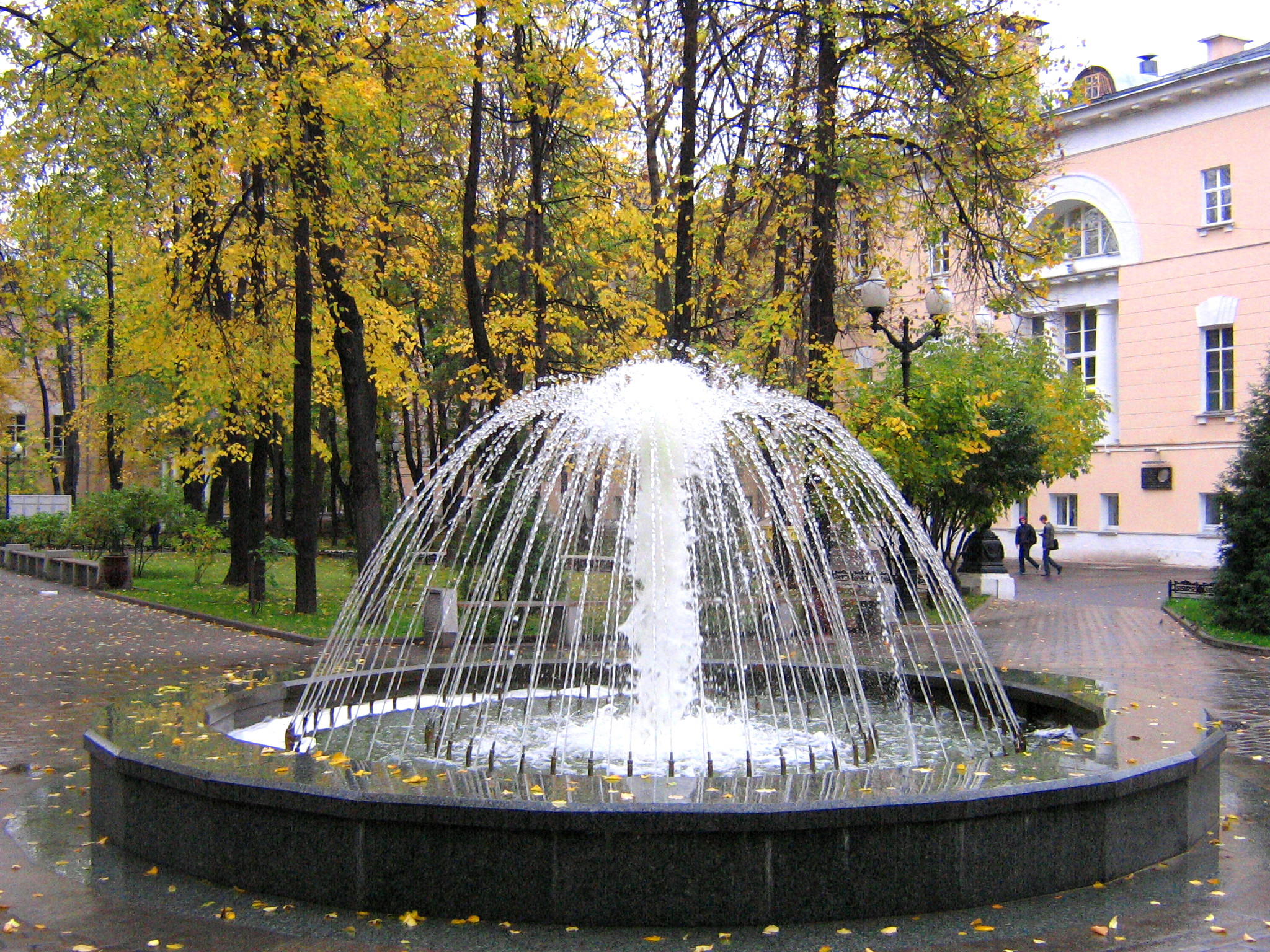
Фонтан возле главного учебного корпуса
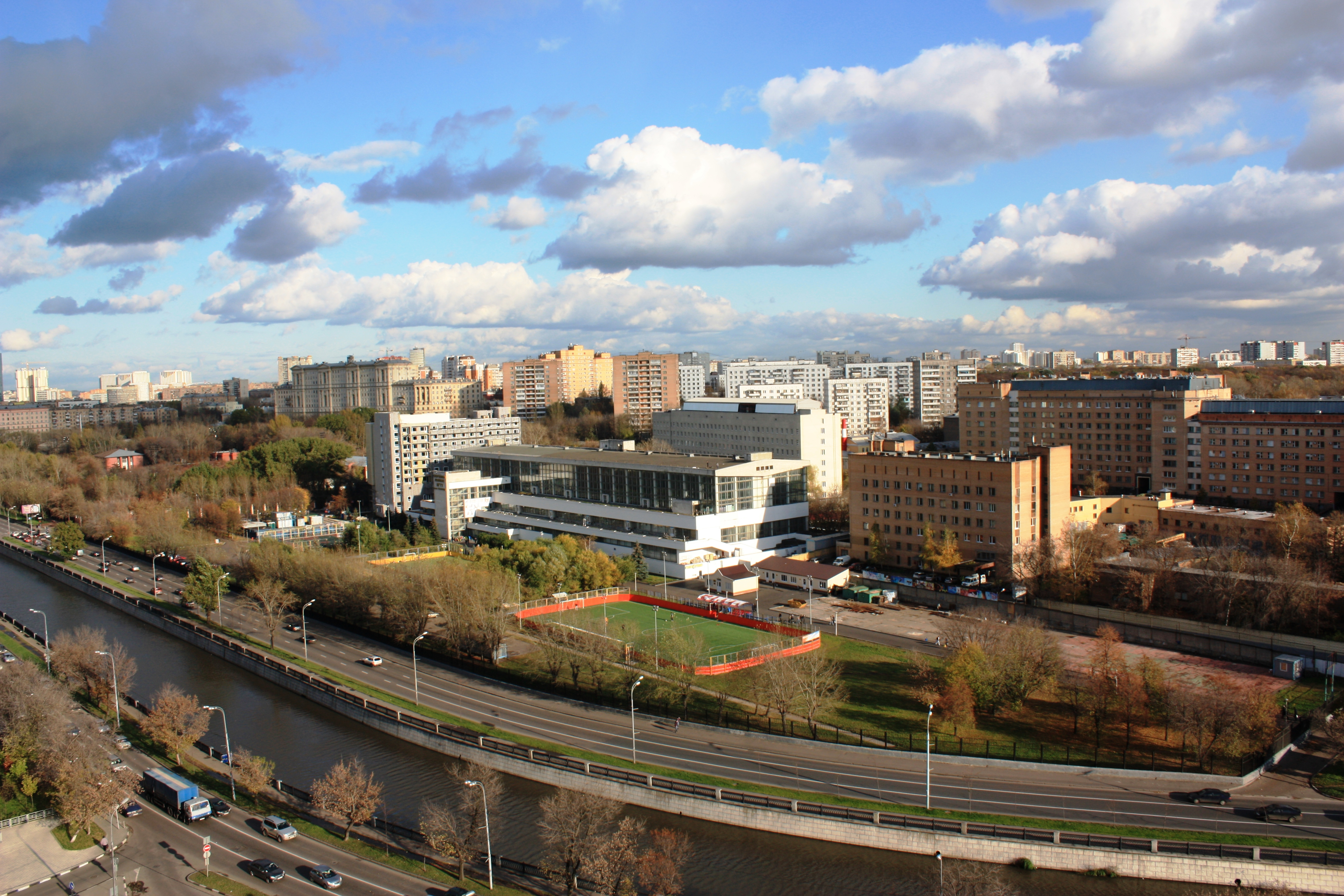
Вид на университетский спортивный комплекс
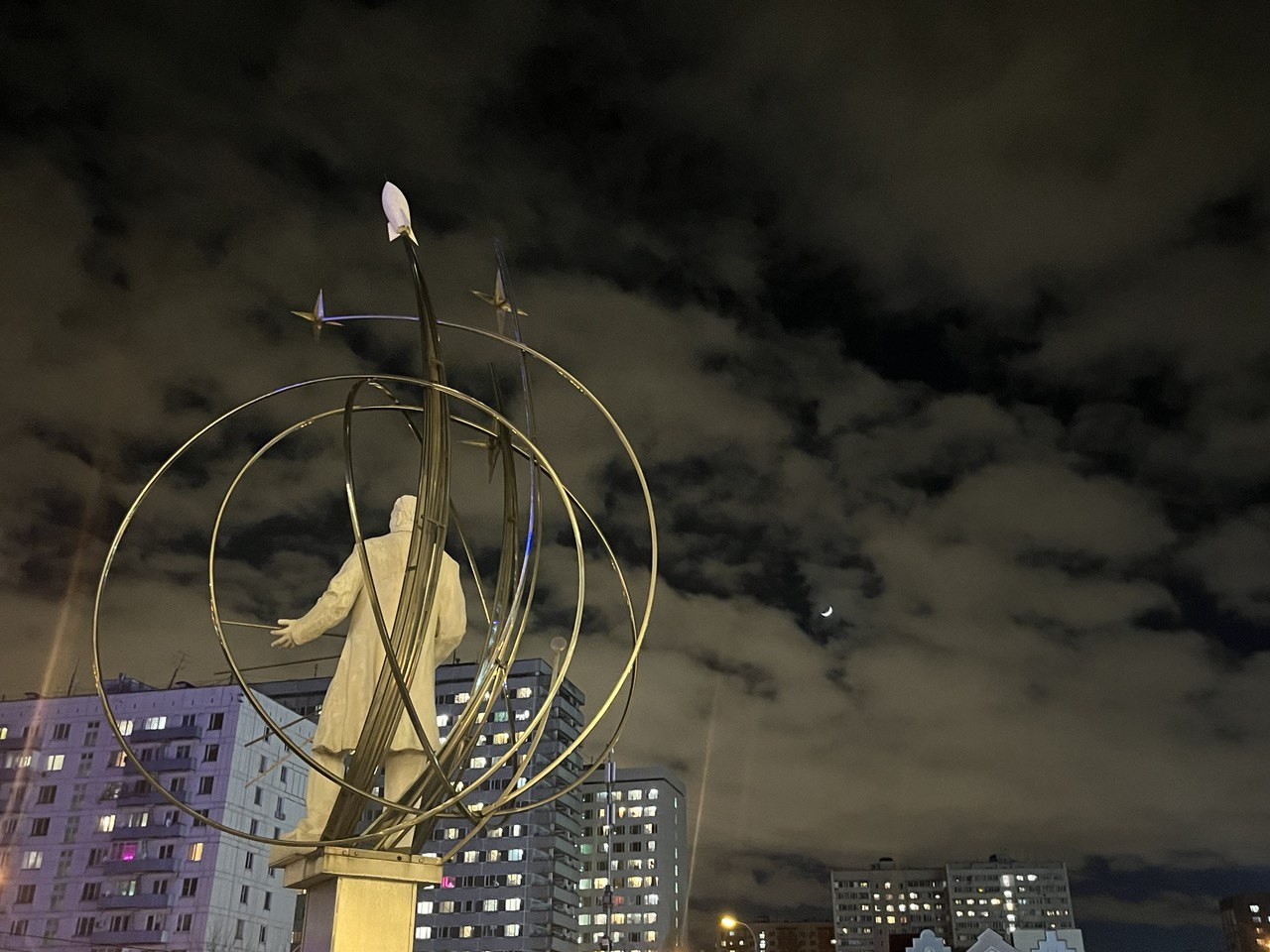
Памятник С.П. Королёву на территории МГТУ им. Н. Э. Баумана
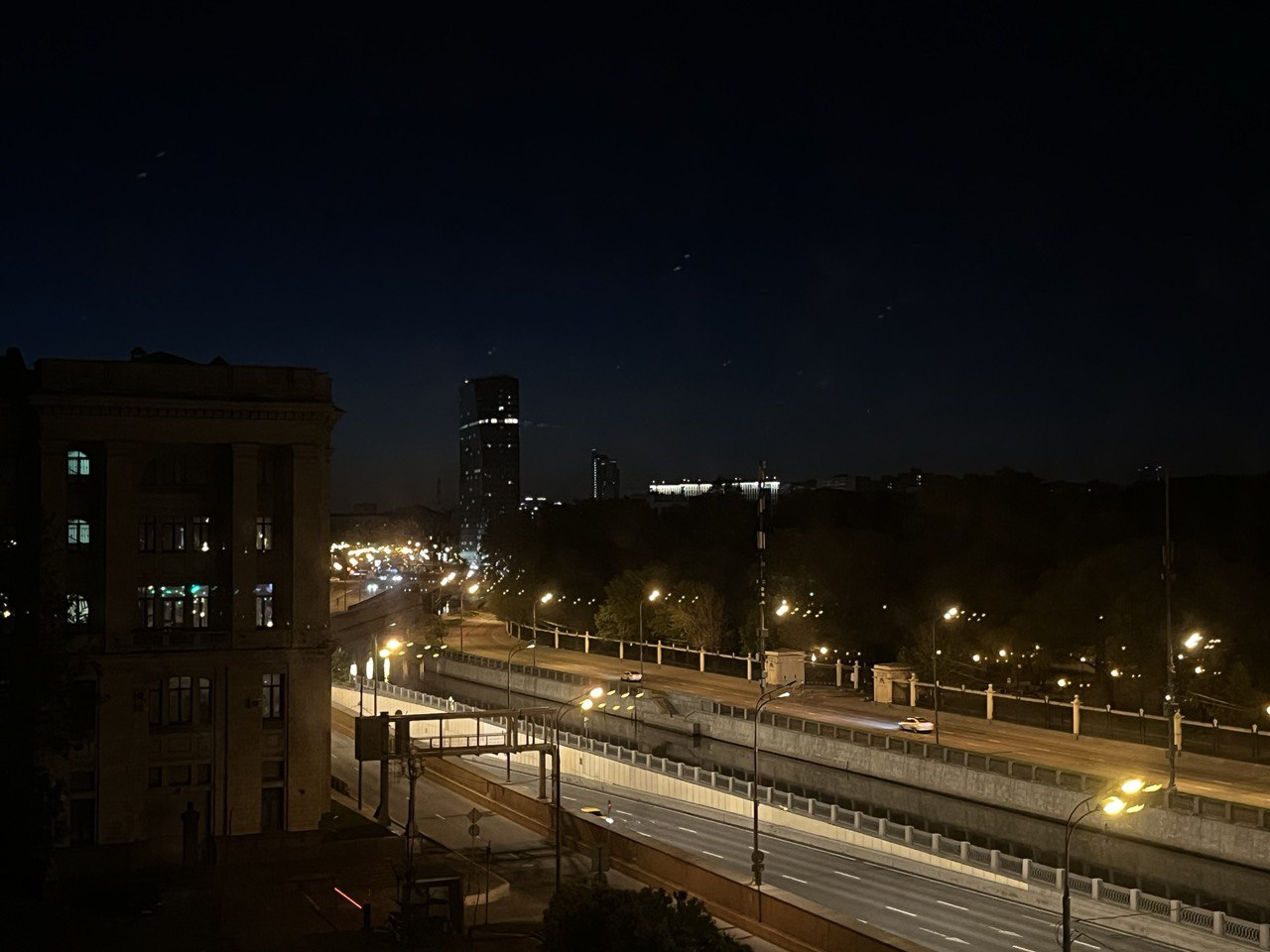
Вид из южного крыла ГУК ночью

## История

### Названия
| Названия МГТУ им. Н. Э. Баумана по количеству лет | Названия МГТУ им. Н. Э. Баумана по количеству лет | Названия МГТУ им. Н. Э. Баумана по количеству лет | Названия МГТУ им. Н. Э. Баумана по количеству лет | Названия МГТУ им. Н. Э. Баумана по количеству лет |
| Название                                          |                                                   |                                                   | Лет                                               |                                                   |
| ------------------------------------------------- | ------------------------------------------------- | ------------------------------------------------- | ------------------------------------------------- | ------------------------------------------------- |
| 1). МРУЗ                                          |                                                   |                                                   | 38                                                |                                                   |
| 2). ИМТУ                                          |                                                   |                                                   | 50                                                |                                                   |
| 3). МВТУ                                          |                                                   |                                                   | 12                                                |                                                   |
| 4-5). МММУ→МММИ им. Н. Э. Баумана                 |                                                   |                                                   | 13                                                |                                                   |
| 6). МВТУ им. Н. Э. Баумана                        |                                                   |                                                   | 46                                                |                                                   |
| 7). МГТУ им. Н. Э. Баумана (современное)          |                                                   |                                                   | 35                                                |                                                   |
| Данные на 2025 год                                |                                                   |                                                   |                                                   |                                                   |

- 1830—1868 — Московское ремесленное учебное заведение (МРУЗ).
- 1868—1918 — Императорское Московское техническое училище (ИМТУ).
- 1918—1930 — Московское высшее техническое училище (МВТУ).
- 1930 — Московское механико-машиностроительное училище.
- 1930—1943 — Московский механико-машиностроительный институт им. Н. Э. Баумана (МММИ им. Н.Э. Баумана).
- 1943—1989 — Московское высшее техническое училище им. Н.Э. Баумана (МВТУ им. Н.Э. Баумана).
- 1989 — настоящее время — Московский государственный технический университет им. Н.Э. Баумана (МГТУ им. Н.Э. Баумана).

### XIX век

#### Московское ремесленное учебное заведение
В 1826 году вдовствующая императрица Мария Фёдоровна «высочайше повелеть соизволила учредить большие мастерские разных ремёсел на 300 человек» для мальчиков-сирот Воспитательного дома. С этой целью известным московским архитектором Д. И. Жилярди был отстроен сгоревший ещё в 1812 году Слободской дворец в Немецкой слободе. Здание приобрело современный вид в стиле позднего московского ампира. В центральной части оно украшено скульптором И. П. Витали многофигурной композицией «Минерва», символизирующей достижения науки и практические навыки ремесленника.
13 июля 1830 года император Николай I утвердил «Положение о Ремесленном учебном заведении». Училище было открыто в 1832 году. Полный курс учения был шестилетний, в составе трёх приготовительных классов и трёх мастерских. Из числа 300 вакансий, предоставленных питомцам воспитательного дома, выделено 50 платных, для детей купцов, мещан и цеховых. Окончившие полный курс учения выпускались со званием учёного мастера; не получившие теоретической подготовки получали звание мастера или подмастерья.

#### Императорское Московское техническое училище
Уставом 1868 года ремесленное учебное заведение было преобразовано в Императорское Московское техническое училище, организованное по типу высших специальных учебных заведений с девятилетним курсом обучения. Предметом особой гордости из того времени является письмо одного из первых президентов Массачусетского технологического института (англ. MIT) Дж. Рункля, датированное 1873-м годом — он написал руководившему в то время Императорским училищем директору В. К. Делла-Восу, что они решили перенять «русский метод» обучения (принцип которого определяется кратко так: сам изобрети, воплоти и испытай) и считают, что в Америке техническое образование по другим принципам строиться не может.

### XX век

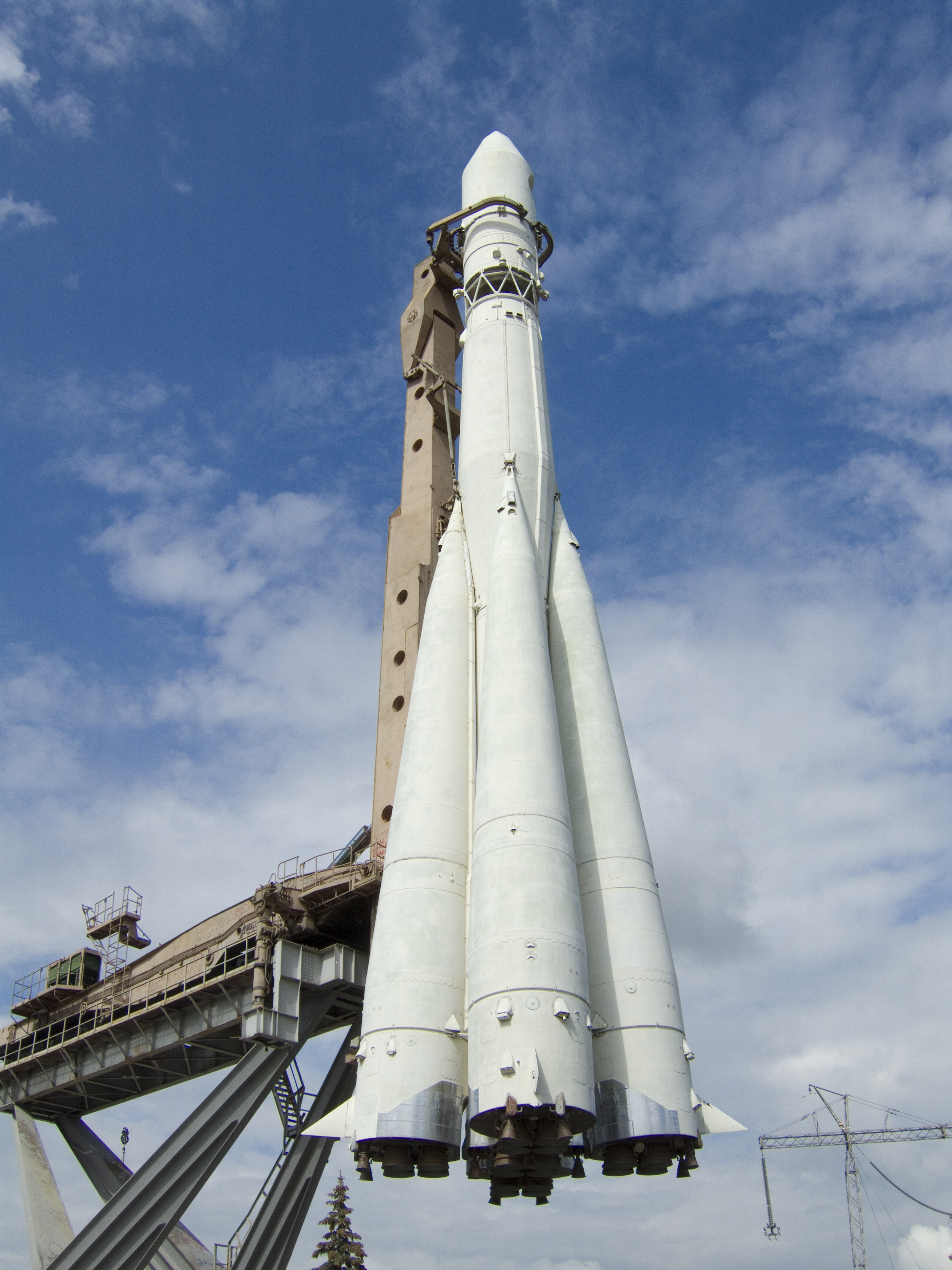
Копия Р-7 в Москве на ВДНХ

После 1917 года училище пережило ряд преобразований. В 1918 году оно стало называться Московским высшим техническим училищем (МВТУ). Приём студентов осуществлялся на четыре факультета: механический, инженерно-строительный, химический, электротехнический. Отделились аэрогидродинамическая, автомобильная, химико-технологическая лаборатории, которые дали жизнь таким научно-исследовательским институтам, как Центральный аэрогидродинамический институт (ЦАГИ), Всесоюзный институт авиационных материалов (ВИАМ), Центральный институт авиационных моторов (ЦИАМ), Научный автомоторный институт (НАМИ).
Радикализм некоторых руководителей Наркомпроса в «пролетаризации» высшей школы, попытки решения её проблем методами политического давления и административного вмешательства вызвали протесты многих профессоров и преподавателей. В начале 1920-х годов многие из них подверглись высылкам и репрессиям.
В 1929 году контингент студентов составлял свыше 7 тысяч.
Серьёзным трансформациям училище подверглось в 1930 году. 20 марта 1930 года, в соответствии с приказом № 1053 по ВСНХ СССР, МВТУ разделили на пять самостоятельных высших технических училищ: механико-машиностроительное, аэромеханическое, энергетическое, инженерно-строительное, химико-технологическое. Оставшееся в прежнем здании МВТУ механико-машиностроительное училище (бывший механический факультет) вскоре переименовали в Московский механико-машиностроительный институт (МММИ), которому в декабре 1930 года присвоили имя революционера-большевика Н. Э. Баумана. На базе других училищ были организованы технические вузы, ставшие в дальнейшем крупнейшими учебными заведениями: Московский авиационный институт (МАИ), Московский энергетический институт (МЭИ), Московский инженерно-строительный институт (МИСИ), Военно-химическая академия РККА и др.
17 ноября 1933 года постановлением ЦИК СССР МММИ им. Н. Э. Баумана за особые заслуги в социалистическом строительстве был награждён орденом Трудового Красного Знамени.
С 1934 года в училище проводится обучение плохослышащих студентов. В 1938 году в МММИ взамен общетехнического факультета были открыты сразу три оборонных факультета: танковый, артиллерийский и боеприпасов. В 1943 году МММИ было возвращено прежнее название — МВТУ.
В 1948 году создан факультет перспективных ракетных исследований в области теории полёта, с которым связана деятельность в МВТУ создателя первой в мире межконтинентальной баллистической ракеты Р-7 и основоположника российской космонавтики С. П. Королёва.
12 июля 1955 года указом Президиума Верховного Совета СССР МВТУ им. Н. Э. Баумана было награждено орденом Ленина в связи со 125-летием со дня основания и за заслуги в развитии науки и техники и подготовке высококвалифицированных кадров.

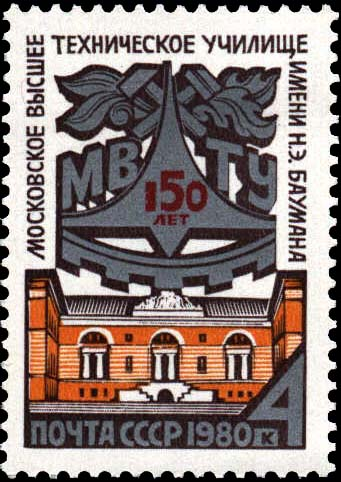
Почтовая марка СССР, посвящённая МВТУ имени Н. Э. Баумана

На Рубцовской набережной в 1960 возведено многоэтажное главное здание (архитектор Л. К. Комарова).
28 апреля 1980 года указом Президиума Верховного Совета СССР МВТУ им. Н. Э. Баумана было награждено орденом Октябрьской Революции в связи со 150-летием со дня основания и за заслуги в научной работе и подготовке высококвалифицированных кадров. Этому юбилею была посвящена почтовая марка СССР, выпущенная 1 июля 1980 года  (ЦФА [АО «Марка»] № 5091).
Приказом Государственного комитета СССР по народному образованию № 617 от 27 июля 1989 года МВТУ им. Н. Э. Баумана было преобразовано в Московский государственный технический университет (МГТУ) им. Н. Э. Баумана. Таким образом началась гуманитаризация высших технических учебных заведений, организация технических университетов в России.
С 1995 года ГУК МГТУ им. Баумана входит в Государственный свод особо ценных объектов культурного наследия народов Российской Федерации

### XXI век

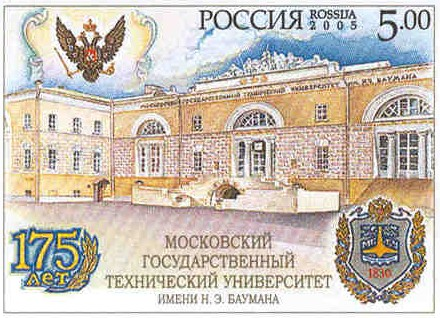
Оригинальная почтовая марка России, 2005 год

В области международной деятельности МГТУ им. Н. Э. Баумана осуществляет сотрудничество в программах двустороннего и многостороннего обмена студентами, аспирантами, докторантами, педагогическими и научными сотрудниками, осуществляет приём иностранных студентов по контракту, участвует в проведении совместных научных исследований, учебно-методических разработок, а также конгрессов, конференций и семинаров. В настоящее время университетом установлены связи более чем с 70 университетами Европы, Америки и Азии.
В 1997 году МГТУ им. Н. Э. Баумана был принят в ассоциацию инженерных университетов Европы TIME, что делает возможным признание дипломов вуза университетами-членами ассоциации в 11 странах Западной Европы.

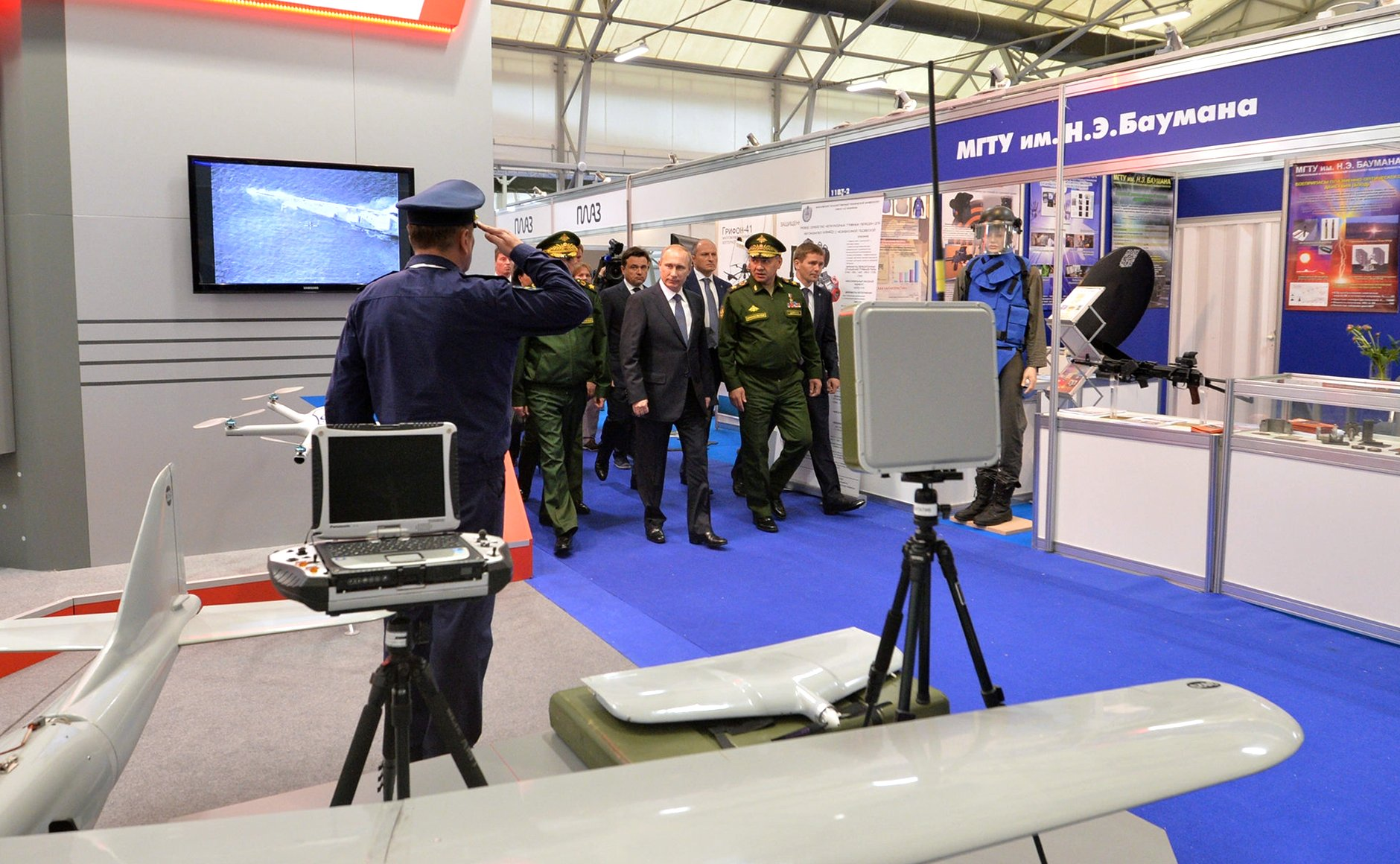
Стенд МГТУ им. Баумана на выставке «Армия-2015»

В 2005 году МГТУ исполнилось 175 лет. 5 сентября 2002 года вышел Указ Президента Российской Федерации В. В. Путина «О праздновании 175-летия основания Московского государственного технического университета им. Н. Э. Баумана», а 31 декабря 2002 года издано соответствующее распоряжение Правительства Российской Федерации.
В августе 2008 года у Учебно-лабораторного корпуса МГТУ им. Н. Э. Баумана был открыт подземный переход под Госпитальным переулком.
7 октября 2009 года МГТУ им. Н. Э. Баумана стал победителем конкурсного отбора программ развития университетов и ему присвоен статус «национальный исследовательский университет».
В 2022 году в рамках программы «Приоритет-2030» на базе университета была открыта «Цифровая кафедра»/
2 ноября 2023 года было заключено соглашение по разработке конструкторской документации для так называемой «джихад-машины», лёгкой и манёвренной багги, которую планируют использовать в российско-украинской войне. Серийным производством техники займутся власти Чечни.
18 марта 2024 года было заявлено о подготовке к запуску первого в России серийного производства сверхпроводниковых квантовых процессоров на базе нового кампуса МГТУ (совместно с ФГУП «ВНИИА им. Н. Л. Духова»).
7 сентября 2024 года Президент России Владимир Путин и Мэр Москвы Сергей Собянин открыли
новые корпуса кампуса МГТУ им. Н. Э. Баумана. Проектом было предусмотрено строительство и реконструкция 14 зданий общей площадью порядка 170 тыс. м². Новый научно-исследовательский кластер расположен в непосредственной близости от исторических зданий университета на Яузе, что позволяет обеспечить эффект синергии существующих и новых корпусов университета.

#### Участие в образовательных программах
11 февраля 2019 года на базе Государственного университета «Дубна» при участии правительства Московской области, Объединённого института ядерных исследований и МГТУ была открыта Международная инженерная школа для подготовки инженеров-физиков в области конструирования и эксплуатации физических установок и оборудования.

## Обвинения в нарушении академической этики
По результатам исследования «Диссернет» в диссертациях ректора и нескольких преподавателей МГТУ были обнаружены нарушения академической этики (плагиат). Всего, по данным «Диссернет», с МГТУ связаны более 50 подобных диссертаций.

## Санкции
2 ноября 2023 года, на фоне российского вторжения на Украину, МГТУ им. Н. Э. Баумана попал в блокирующий санкционный список США как университет «имеющий совместные предприятия с военным концерном „Ростех“, а также военные кафедры с курсами артиллерии, ракетной техники и производства боеприпасов». Ранее, 9 июня 2022 года, университет был включён в санкционный список Украины, также под украинские санкции попал ректор Михаил Гордин за поддержку российского нападения на Украину.

## Известные персоналии

### Ректоры и директора
См. также: Ректоры и директора МГТУ
| Директора МРУЗа - 1830—1837 Ф. Отто - 1837—1859 А. А. Розенкампф - 1859—1867 А. С. Ершов - 1867—1868 В. К. Делла-Вос Директора ИМТУ - 1868—1880 В. К. Делла-Вос - 1880—1883 И. П. Архипов - 1883—1902 И. В. Аристов - 1902—1905 С. А. Фёдоров - 1905—1914 А. П. Гавриленко - 1914—1917 В. И. Гриневецкий | Ректоры МВТУ - 1917—1918 В. И. Гриневецкий - 1918—1920 В. А. Ушков - 1920—1922 И. А. Калинников - 1922—1923 М. Г. Лукин - 1923—1929 Н. П. Горбунов - 1929—1930 П. Н. Мостовенко Ректоры МММИ им. Н. Э. Баумана - 1930—1938 А. А. Цибарт - 1938—1939 В. П. Никитин - 1939—1940 А. Т. Дыков - 1940—1941 Н. Г. Бруевич - 1941—1943 С. С. Протасов | Ректоры МВТУ им. Н. Э. Баумана - 1943—1943 Г. А. Николаев (и. о.) - 1943—1947 Е. С. Андреев - 1947—1954 М. А. Попов - 1954—1959 Д. А. Прокошкин - 1959—1964 Л. П. Лазарев - 1964—1985 Г. А. Николаев - 1985—1989 А. С. Елисеев Ректоры МГТУ им. Н. Э. Баумана - 1989—1991 А. С. Елисеев - 1991—2010 И. Б. Фёдоров - 2010—2021 А. А. Александров - 2021—н.в. М. В. Гордин |

### Известные преподаватели
См. Преподаватели МГТУ
В МГТУ работают более 3000 преподавателей (вместе с остальными сотрудниками — более 10 000 человек). Среди них более 340 профессоров, докторов наук, более 1700 доцентов, кандидатов наук. Более 150 сотрудников — лауреаты Ленинской и Государственных премий, премий Президента Российской Федерации. Средний возраст преподавателей — 54 года.

### Известные выпускники
См. Выпускники МГТУ

## Подразделения
На начало 2025 года в структуре МГТУ присутствуют следующие ключевые факультеты.

### Основные факультеты
- Безопасность в цифровом мире (ЮР, кафедра)
- Биомедицинская техника (БМТ)
- Инженерный бизнес и менеджмент (ИБМ)
- Информатика и системы управления (ИУ)
- Лингвистика (Л)
- Машиностроительные технологии (МТ)
- Радиоэлектроника и лазерная техника (РЛ)
- Робототехника и комплексная автоматизация (РК)
- Социальные и гуманитарные науки (СГН)
- Специальное машиностроение (СМ)[65][66][67]
- Физкультурно-оздоровительный (ФОФ)
- Фундаментальные науки (ФН)
- Энергомашиностроение (Э)

### Отраслевые и прочие факультеты
- Аэрокосмический (АК)
- Лесного хозяйства, лесопромышленных технологий и садово-паркового строительства (ЛТ)
- Оптико-электронное приборостроение (ОЭП)
- Приборостроительный (ПС)
- Радиотехнический (РТ)
- Ракетно-космическая техника (РКТ)
- Военный институт (ВИ), Учебный военный центр
- Головной учебно-исследовательский и методический центр (ГУИМЦ)[68]

## Здания МГТУ

### Главный учебный корпус
Главный учебный корпус (ГУК) МГТУ состоит из двух частей.

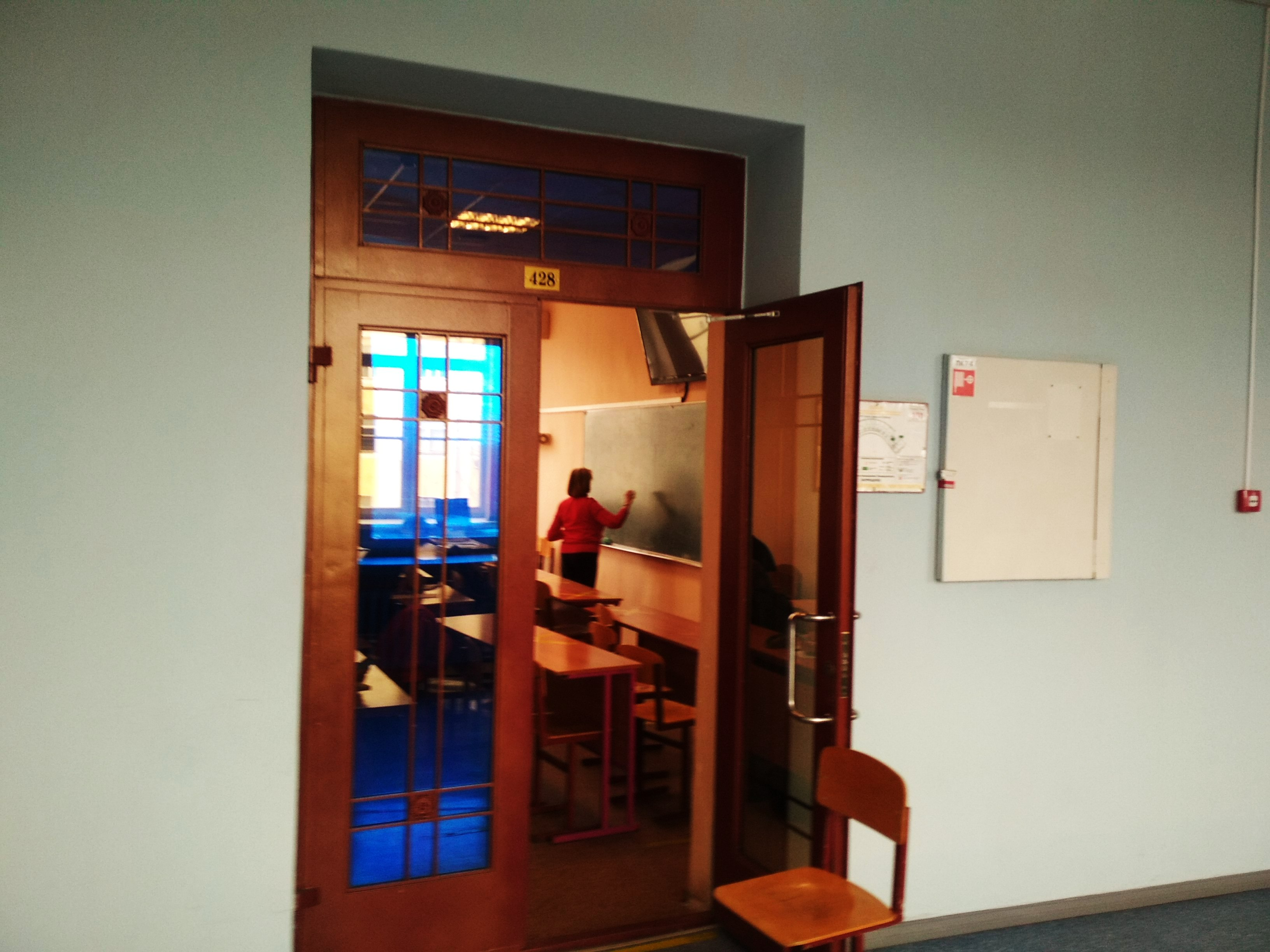
Аудитория в Северном крыле

Старейшая (также называемая дворцовой) — представляла собой Слободской дворец XVIII—XIX веков. Эта часть обращена фасадом на 2-ю Бауманскую улицу.
Вторая, более поздняя (так называемая «циркульная» или «высотная») часть ГУК, имеющая 12 этажей и построенная уже в советские времена, обращена фасадом на набережную Яузы. Её строительство началось с левого крыла, которое носит название «северное». Позже было закончено правое, «южное» крыло. Аудитории, расположенные в этом крыле, нумеруются с суффиксом «ю».
Сообщение между подразделениями университета осуществляется в основном по 2, 3 и 4 этажам. В южном крыле некоторые проходы перекрыты подразделениями факультета военного обучения. Проходы циркульной части по 1 этажу заняты административными службами и лабораториями. Проходы по 5 этажу имеют выходы в чердачные помещения, где размещаются некоторые технические службы университета и стрелковый тир с линиями на 25 м (для пистолетной стрельбы) и на 50 м (для винтовочной). Также в здании ГУК расположен музей МГТУ.
В ГУК действует общее правило нумерации аудиторий. Номер аудитории ГУК состоит из номера этажа (первая цифра) и порядкового номера аудитории. Порядковые номера аудиториям присваиваются в шахматном порядке. Чётные номера располагаются справа при движении по циркульной части в направлении от центральной лестницы высотного здания ГУК.

### Учебно-лабораторный корпус

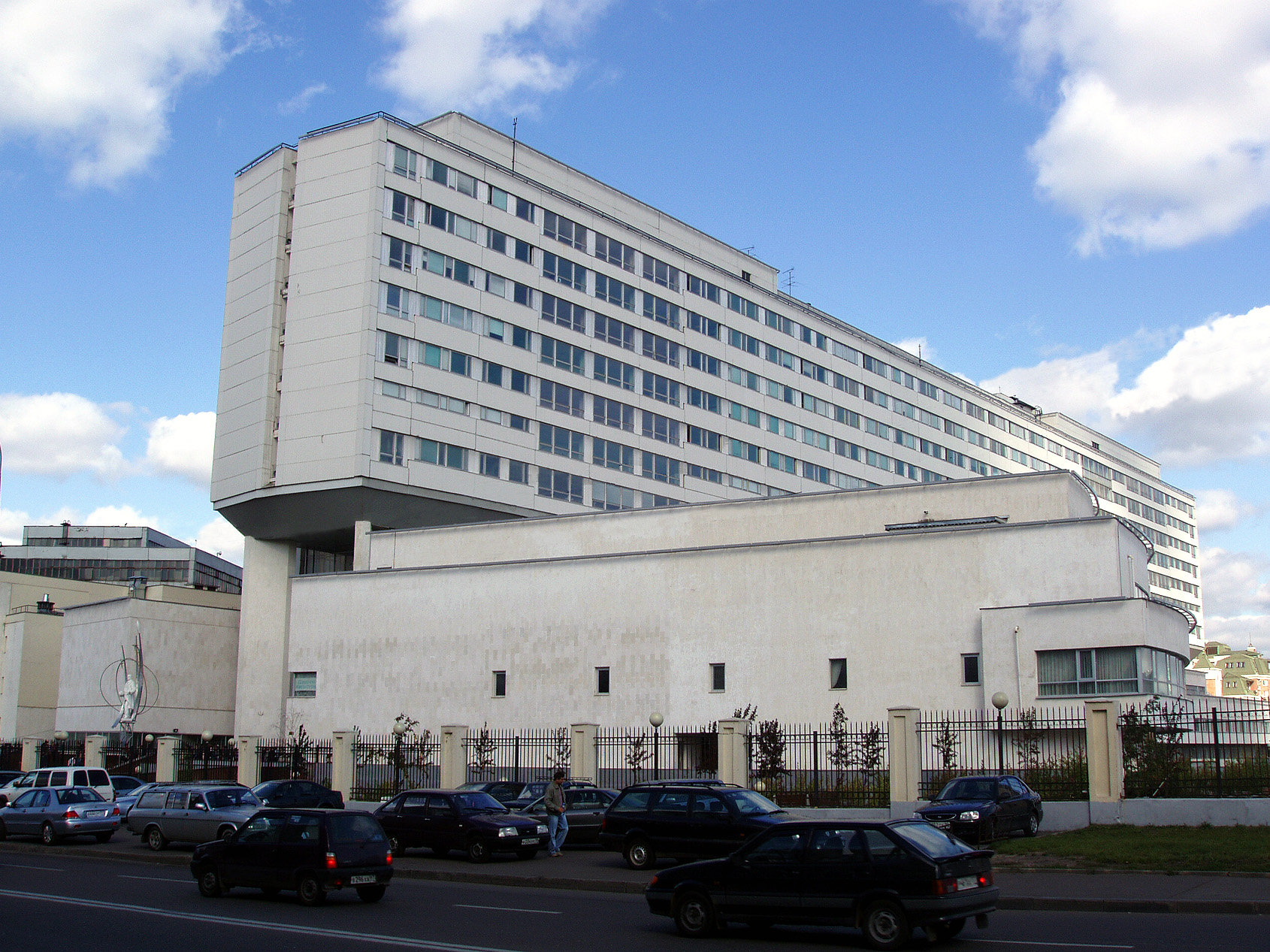
Учебно-лабораторный корпус МГТУ и памятник Королёву

Учебно-лабораторный корпус был открыт 1 марта 2004 года и. о. министра образования РФ Владимиром Филипповым, мэром Москвы Юрием Лужковым, ректором МГТУ Игорем Фёдоровым. Ножницы для перерезания ленточки подал робот.
УЛК строили на протяжении трёх десятилетий. Строительство корпуса было начато в 1972 году, однако в 1984 году работы из-за проблем с финансированием были приостановлены. После вмешательства в 2001 году правительства Москвы строительство нового здания возобновилось.
Владимир Филиппов назвал открытие корпуса «самым масштабным проектом за последние 20 лет», по его мнению, открытие нового корпуса «символизирует возрождение страны, возрождение Москвы». В свою очередь, мэр Москвы, заявил, что новый корпус нам позволил построить «его величество рынок».
Юрий Лужков:

Университет нам необходим. Мы — страна, которая должна решать проблемы техники, технологии, которая не должна терять технологическую независимость, технологический суверенитет в мире. А этот суверенитет рождается всего лишь в определённом довольно небольшом количестве высших учебных заведений. Лидером технологического суверенитета страны является Бауманский университет…

Общая площадь — более 80 тыс. м². Рассчитан на одновременный приём более 5 тыс. студентов. В нём 100 аудиторий, 20 компьютерных классов, 19 лифтов, библиотека (рассчитанная на хранение 800 тыс. томов книг), читальный зал на 680 мест, концертный актовый зал почти на 1170 мест, конференц-зал на 126 мест и ряд других помещений. Студенты называют его «Крейсером», «Титаником» и «Ледоколом» за схожесть с корпусом корабля. УЛК стоит на берегу Яузы.
В феврале 2007 года здание УЛК было освящено Русской Православной церковью. Обряд освящения проводил настоятель храма Всех Святых в Красном Селе протоиерей Артемий Владимиров. При проведении обряда был снят видеофильм.
Финансирование правительством Москвы строительства УЛК считают своеобразной компенсацией МГТУ за постройку Лефортовского тоннеля, так как стройка участка тоннеля, проходящего по территории МГТУ и в непосредственной близости от неё, велась открытым способом немецким экскаватором-кротом практически круглосуточно, что немало беспокоило студентов, учащихся в корпусах «СМ» и «Э» и живущих в общежитиях № 10 и № 11, непосредственно примыкающих к стройке. В результате строительства снесли часть корпуса «Э», просел фундамент и пошли трещины по стенам ГУК. Также «благодаря» правительству Москвы и ТТК практически все аудитории МГТУ оснащены стеклопакетами, предохраняющими от излишнего шума.

### Прочие учебные корпуса
- Корпус факультета БМТ и центральная бухгалтерия. Здание построено в 1902 г.
- Корпуса факультетов СМ и Э (часть южного крыла последнего корпуса была снесена в связи со строительством подземного тоннеля Лефортовского участка третьего транспортного кольца).
- Корпус НУК МТ и факультета ИБМ (расположен между главным учебным корпусом и поликлиникой № 160).
- Научно-учебный центр «Робототехника». Образован в мае 1981 года. В 1984 году в состав Центра была включена кафедра «Робототехнические системы» (РК-10) и при ней организован факультет переподготовки инженерных кадров.
- Корпус в городе Красногорске Московской области, в котором находится факультет Оптико-электронного приборостроения (ОЭП). Адрес ул. Речная, дом 7.
- Корпус факультета РКТ в Королёве на территории «РКК Энергия»
- Корпус факультета ПС в Москве на территории предприятия МЗЭМА

### Общежития

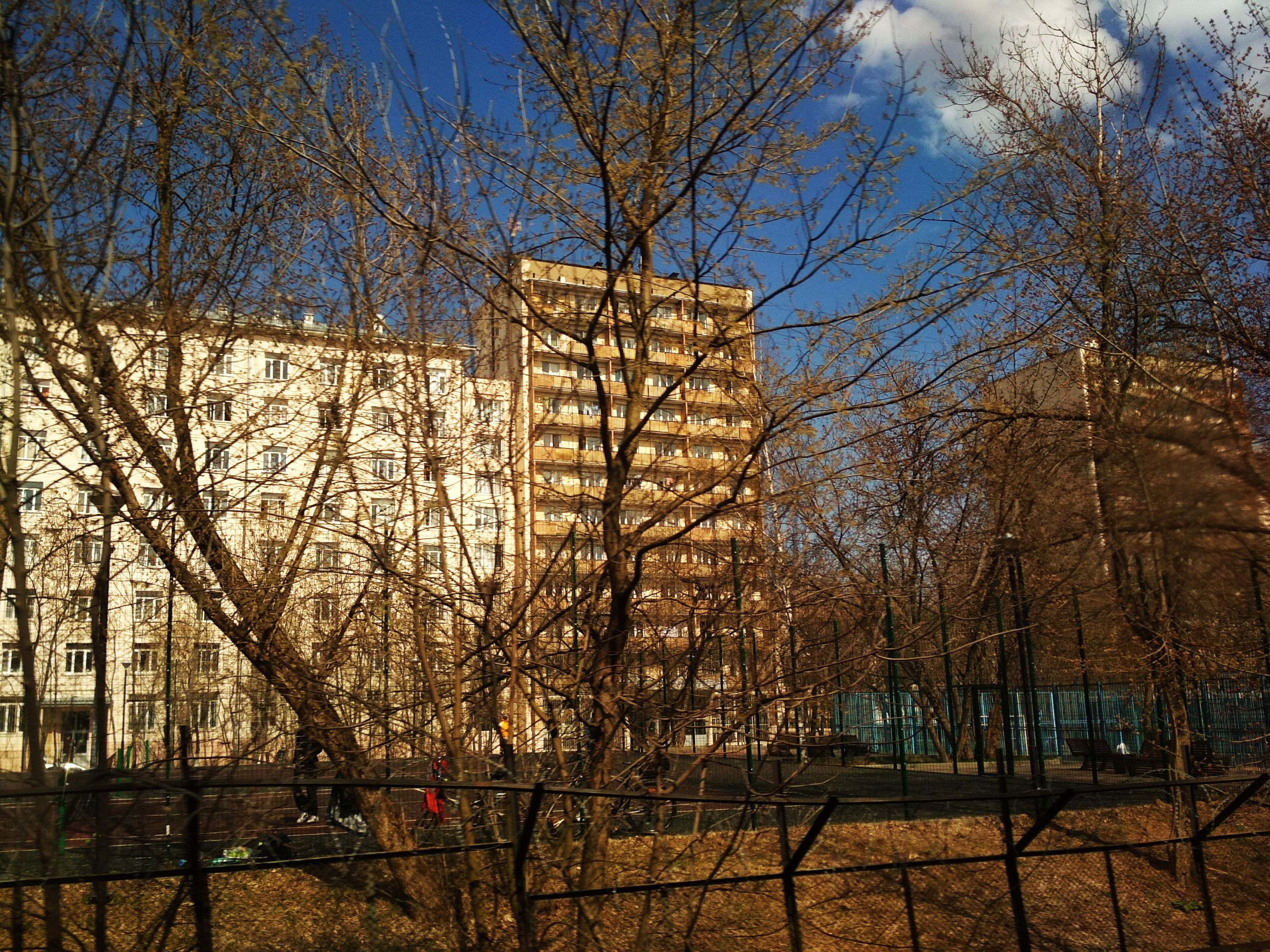
Общежития на Измайловском проспекте (73Б и 75А)

- Общежитие № 2 (Москва, Госпитальная набережная)
- Общежитие № 3 (пос. Ильинский, Московская область)
- Общежития № 4, № 5, № 6, № 8, № 9 (Москва, Измайловский проспект, 73/2, 73А, 73Б, 75А, ст. м. Измайловская)
- Общежития № 10 (факультета Э), № 11 (факультета СМ) (Москва, Госпитальный переулок, 4/6, «Стилобат»)
- Общежитие № 13 для семейных и аспирантов (Москва, ул. Мурановская)
- Общежитие № 14 Спектр (Москва, Госпитальная набережная, 4Ас1)
- Общежитие № 15 Парус (Москва, Госпитальная наб., 4А)

### Новые корпуса (кампус)

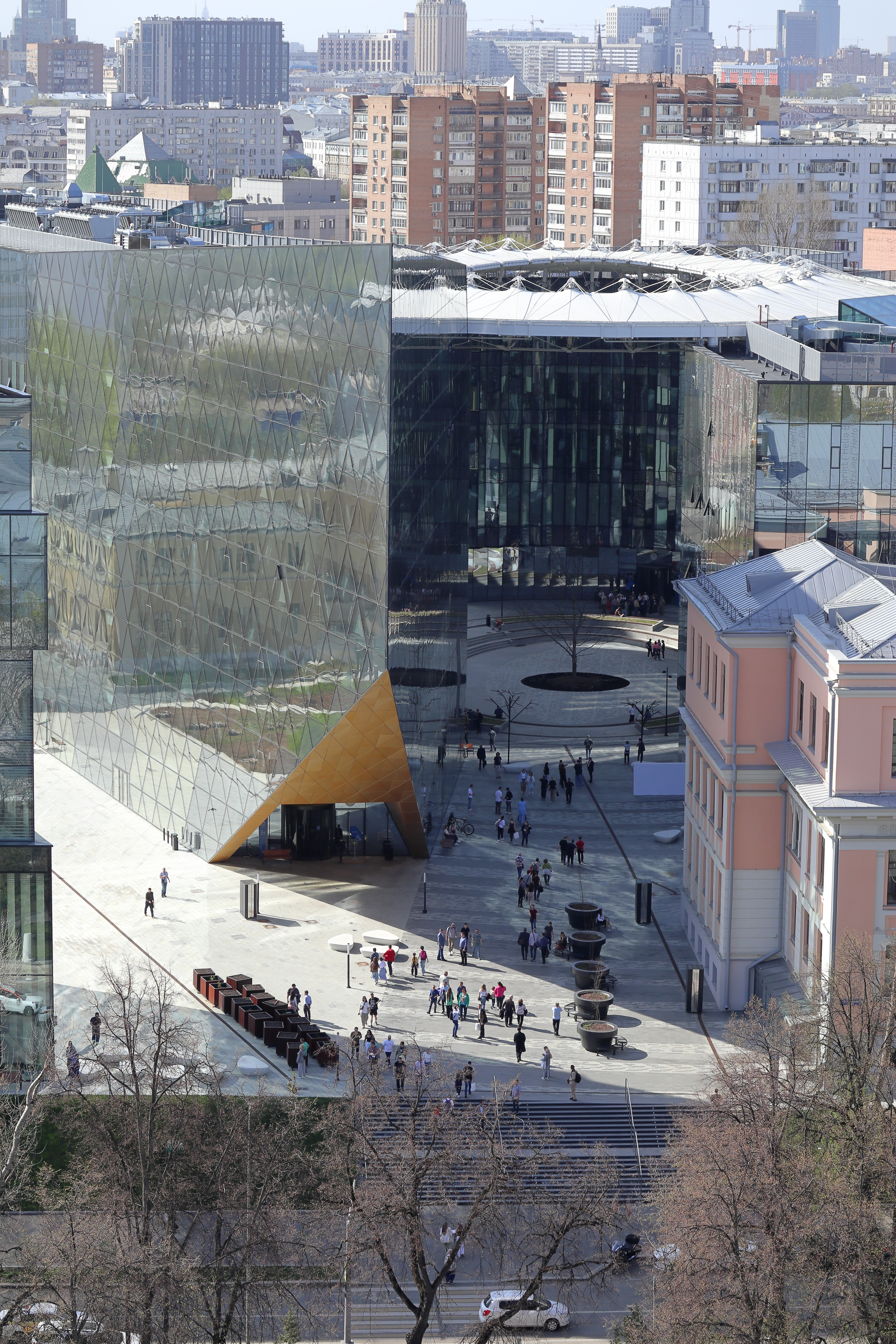
Новый центральный кластер

Бауманский кампус стал первым университетским кампусом в России, построенным в рамках национальных проектов (проект «Молодёжь и дети»).
За неполные четыре года построено и отреставрировано 14 зданий общей площадью около 170 тысяч квадратных метров. Значительную часть объектов открыли досрочно, в конце 2022 — начале 2024 годов. Завершающий этап проекта — Центральный кластер — был введён в эксплуатацию в День города, 7 сентября 2024 года, по видеосвязи мэром Москвы Сергеем Собяниным и Президентом России Владимиром Путиным.
Новые корпуса кампуса МГТУ им. Н.Э. Баумана:
- Федеральный (национальный) испытательный центр (Центральный кластер)
- Центр превосходства и научно-образовательный кластер цифровой трансформации (Bauman Digital World) (Центральный кластер)
- Центр превосходства и научно-образовательный кластер «Цифровое материаловедение: новые конструкционные и функциональные материалы» (Центральный кластер)
- Кластер «Технологии защиты природы — Зелёная территория» (Центральный кластер)
- Инновационный хаб и Конгресс-центр (Центральный кластер)
- Многофункциональный комплекс «Квантум Парк»
- Выставочно-образовательное медиапространство «Дворец технологий» (Фанагорийские казармы)
- Многофункциональный библиотечный комплекс (ХимЛаб)
- Корпус Передовой инженерной школы[73] МГТУ им. Н. Э. Баумана
- Кластер «Инженерия в науках о жизни»
- Роботоцентр
- Инжиниринговый центр им. А. А. Липгарта
- Инжиниринговый центр наземных транспортно-технологических систем.

### Другое
- Спорткомплекс — построен к 1980 году на левом берегу Яузы.
- Стадион Металлург.
- Поликлиника № 160 при МГТУ.

## Филиалы

### Калужский
В 1959 году МВТУ им. Н. Э. Баумана открыло в Калуге филиал для подготовки инженерных кадров для промышленных предприятий машино- и приборостроения. С основания филиала, при активном содействии промышленных предприятий и администрации Калужской области, шло интенсивное формирование его учебно-материальной базы.

### Дмитровский
Дмитровский филиал МГТУ им. Н. Э. Баумана основан и построен в соответствии с постановлением Совета Министров СССР № 1009-Р от 06.04.1960. Первая очередь была введена в эксплуатацию в 1965 году.

### Мытищинский
Мытищинский филиал МГТУ им. Н. Э. Баумана образован в 2016 году в результате реорганизации ФГБОУ ВПО «МГТУ им. Н. Э. Баумана» и ФГБОУ ВО «МГУЛ».
Филиал состоит из двух факультетов:
- ЛТ — Факультет лесного хозяйства, лесопромышленных технологий и садово-паркового строительства;
- КФ — Космический факультет.

## Комментарии
1. ↑  Полное наименование: Федера́льное госуда́рственное автоно́мное образова́тельное учрежде́ние вы́сшего образова́ния «Моско́вский госуда́рственный техни́ческий университе́т и́мени Н.Э. Ба́умана (национа́льный иссле́довательский университе́т)» (англ. Federal State Autonomous Educational Institution of Higher Education "Bauman Moscow State Technical University"), сокращённое: МГТУ им. Н.Э. Баумана (англ. BMSTU)[10]